# Documenta X
La decima edizione di documenta 10, la documenta X (o: dX con il simbolo nei numeri latini in rosso „X“ per il „10“ e una piccola „d“nera per documenta) ebbe luogo dal 21 giugno fino al 28 settembre 1997 a Kassel sotto la direzione artistieca di Cathrine David. I visitatori di questa edizione furono 628.776.

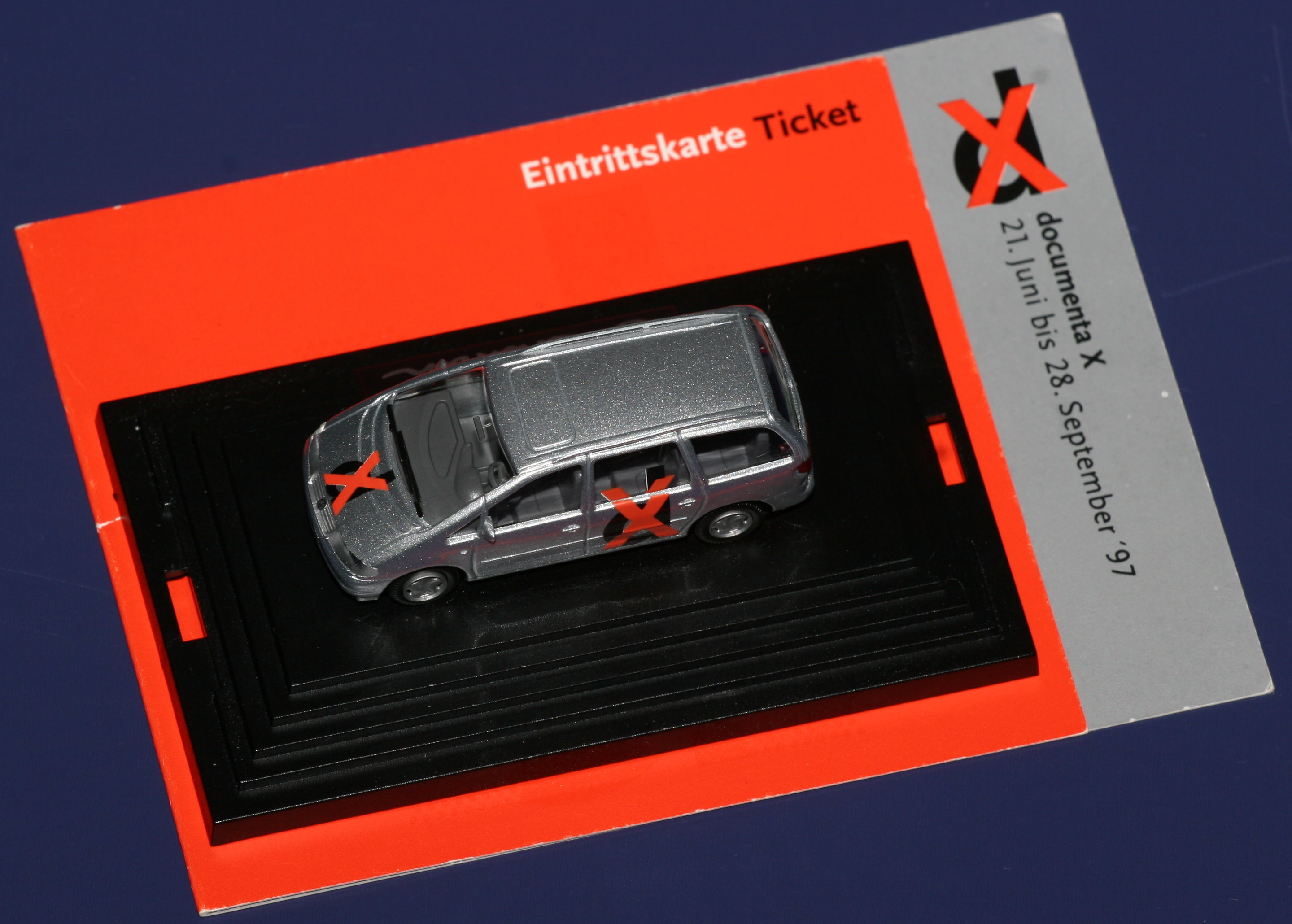
Volkswagen war Förderer der DocumentaX

## Luoghi
I luoghi principali dove si svolse la manifestazione furono il Museum Fridericianum, l'Ottoneum la documenta-Halle la Karlsaue l'Orangerie.

## Le opere
La pittura è stata presentata in modo minore rispetto alle edizioni precedenti. Per la prima volta fu usato internet come mezzo per realizzare delle opere.

## Artisti partecipanti
- A Vito Acconci Studio, Robert Adams, Pawel Althamer, Archigram, Archizoom Associati, Art & Language, AYA & GAL MIDDLE EAST
- B Oladélé Ajiboyé Bamgboyé, Lothar Baumgarten, Catherine Beaugrand, Samuel Beckett, Joachim Blank & Karl Heinz Jeron, Ecke Bonk, Florian Borkenhagen, Marcel Broodthaers, Heath Bunting, Charles Burnett, Jean-Marc Bustamante
- C Cabelo, Lygia Clark, James Coleman, Stephen Craig, Jordan Crandall
- D Diedrich Diederichsen, Stan Douglas
- E Ed van der Elsken, Bruna Esposito, Walker Evans, Aldo van Eyck
- F Öyvind Fahlström, Patrick Faigenbaum, Harun Farocki, Feng Mengbo, Fischli/Weiss, Peter Friedl, Holger Friese
- G Daniele del Giudice, Liam Gillick, Gob Squad, Heiner Goebbels, Dorothee Golz, Dan Graham, Toni Grand, Hervé Graumann, Toni Grand, Johan Grimonprez, Ulrike Grossarth
- H Hans Haacke, Raymond Hains, Richard Hamilton, Siobhan Hapaska, Carl Michael von Hausswolff, Michal Heiman, Nigel Henderson, Jörg Herold, Christine Hill, Carsten Höller & Rosemarie Trockel, Christine Hohenbüchler und Irene Hohenbüchler, Edgar Honetschläger, Felix Stephan Huber, Hybrid WorkSpace
- J Jackson Pollock Bar, JODI (Joan Heemskerk & Dirk Paesmans), John Jost, On Kawara
- K Mike Kelley & Tony Oursler, William Kentridge, Martin Kippenberger, Joachim Koester, Peter Kogler, Aglaia Konrad, Rem Koolhaas, Hans-Werner Kroesinger
- L Suzanne Lafont, Sigalit Landau, Maria Lassnig, Jan Lauwers, Jozef Legrand, Antonia Lerch, Helen Levitt, Geert Lovink
- M Chris Marker, Kerry James Marshall, Christoph Marthaler & Anna Viebrock, Gordon Matta-Clark, Steve McQueen, Yana Milev, Mariella Mosler, Jean-Luc Moulène, Reinhard Mucha, Christian Philipp Müller, Matthias Müller, Matt Mullican, Antoni Muntadas
- N Matthew Ngui, Carsten Nicolai, Olaf Nicolai, Udo Noll & Florian Wenz, Stanislas Nordey
- O Hélio Oiticica, Gabriel Orozco
- P Adam Page, Gérard Paris-Clavel, Marc Pataut, Raoul Peck, Marko Peljhan, Michelangelo Pistoletto, Lari Pittmann, Philip Pocock, Emilio Prini, Stefan Pucher
- R Radio Mentale (Eric Pajot & Jean-Yves Barbichon), David Reeb, Gerhard Richter, Liisa Roberts
- S Anne-Marie Schneider, Jean-Louis Schoellkopf, Thomas Schütte, Michael Simon, Abderrahmane Sissako, Alison Smithson & Peter Smithson, Alexander Sokurov, Nancy Spero, Wolfgang Staehle, Erik Steinbrecher, Meg Stuart, Hans-Jürgen Syberberg
- T Slaven Tolj, Tunga, Uri Tzaig, Rosemarie Trockel
- V Danielle Vallet Kleiner, Herman de Vries
- W Martin Walde, Jeff Wall, Jianwei Wang, Marijke van Warmerdam, Lois Weinberger, Franz West, Garry Winogrand, Eva Wohlgemuth / Andreas Baumann
- Y Penny Yassour
- Z Andrea Zittel, Heimo Zobernig

## Alcune opere sono rimaste permanenti nella città di Kassel

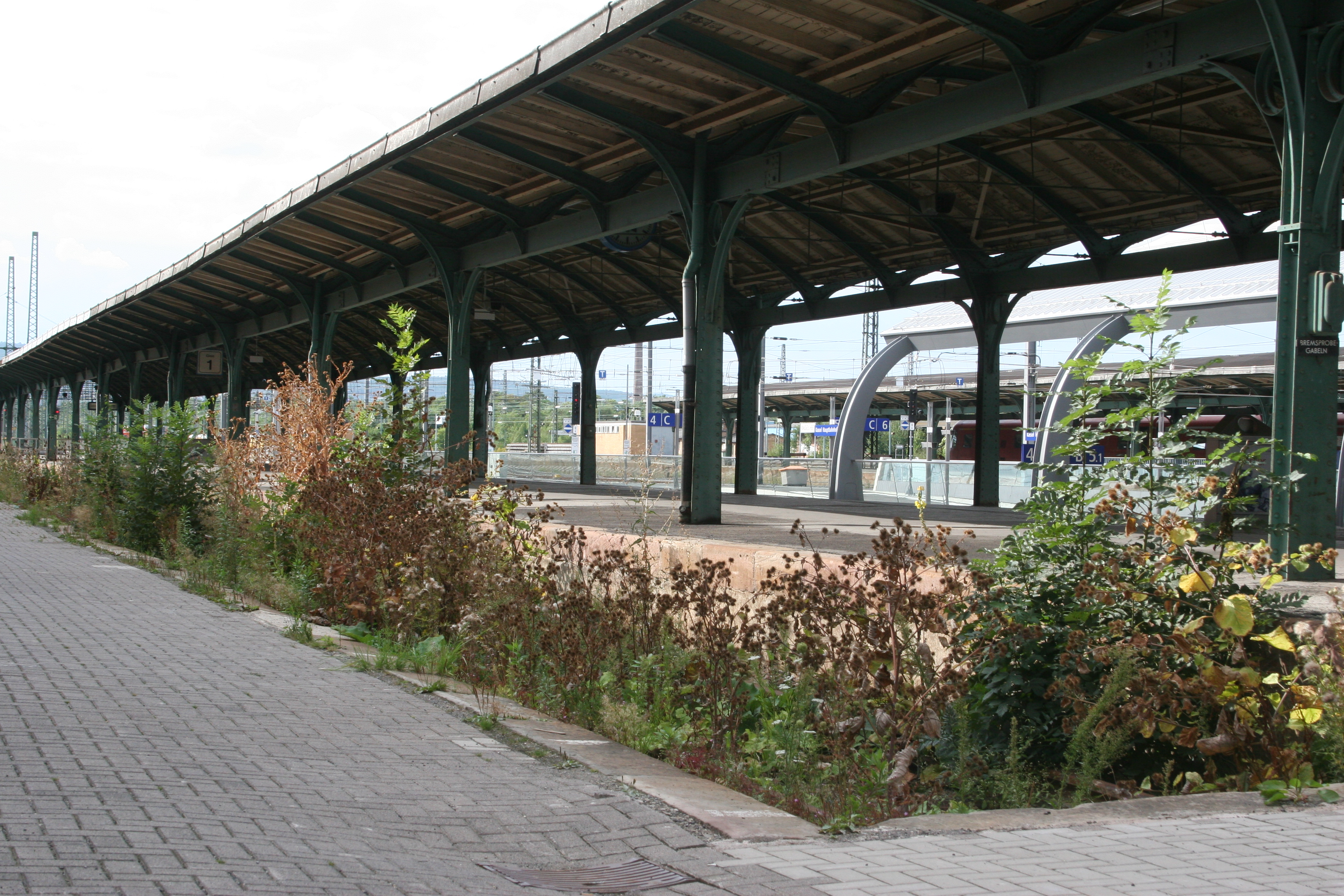
Lois Weinbergers Beitrag zur Documenta X - Situation im Jahr 2008

- Das über Pflanzen / ist eins mit ihnen von Lois Weinberger

Bepflanzung eines Bahngleises mit Neophyten und mit heimischer Vegetation, Länge 100 m; Ort: Kulturbahnhof (Hauptbahnhof), Gleis 1